# Dulag Luft
Das Dulag Luft, Abkürzung von „Durchgangslager der Luftwaffe“, war während des Zweiten Weltkrieges von 1939 bis 1945 ein Verhör- und Durchgangslager für vorwiegend britische und US-amerikanische Kriegsgefangene der jeweiligen Luftstreitkräfte und die wichtigste Stelle zur Informationsgewinnung der deutschen Luftwaffe. Offiziell wurde es daher ab Ende 1941 dienstintern und ab 1943 ausschließlich und offiziell Auswertestelle West (AWSW) genannt. Das Lager befand sich am nordwestlichen Ortsrand der Gemeinde Oberstedten (heute der größte Stadtteil von Oberursel) im Hochtaunus.

## Vorgeschichte
Das Lager wurde nicht, wie die meisten anderen, neu errichtet, sondern integrierte sich lediglich zusammen mit Barackenneubauten in eine bestehende Struktur, welche in Form einer wenige Jahre zuvor gegründeten agrarorientierten Schule für Siedlungsbau bereits bestand.
Das in der Gemeinde Oberstedten bei Oberursel befindliche 1921 errichtete Anwesen „Haus am Wald“ wurde 1933 von der Frankfurter Universität aufgekauft, um dort ein Schulungs- und Erholungslager des NS-Studentenbundes und der SA einzurichten. Durch zunehmend durchgeführte Wehrsportübungen kam es zu seinem späteren Namen „Geländesportschule Oberursel“. Kurze Zeit später kam der Gutshof „Auf der Hohen Mark“ (Luiserhof) hinzu, um Lehrgänge in Siedlungsbau anzubieten.
Das Gauheimstättenamt unter Wilhelm Avieny interessierte sich 1936 für das Gelände und gründete zusammen mit der Universität den Verein Siedlungsschule Oberstedten e. V. (vollst.: Gemeinnütziger Verein zur Förderung des nationalsozialistischen Siedlungswerkes im Rhein-Main-Gebiet). In Bauernhäusern, welche der hessischen Bauweise nachempfunden sind, sollte künftig die Unterweisung von Bauernsöhnen und Siedlungsbewerbern im Sinne der nationalsozialistischen Ideologie erfolgen. Die Einweihung erfolgte im Rahmen der 1. Deutschen Bau- und Siedlungsausstellung in Frankfurt am Main (3. September bis 9. Oktober 1938), in der der Gausiedlungshof vorgestellt wurde. Gebäude, die auf der Messe vorgestellt wurden, wurden 1939 abgerissen und in Oberursel wieder aufgebaut.

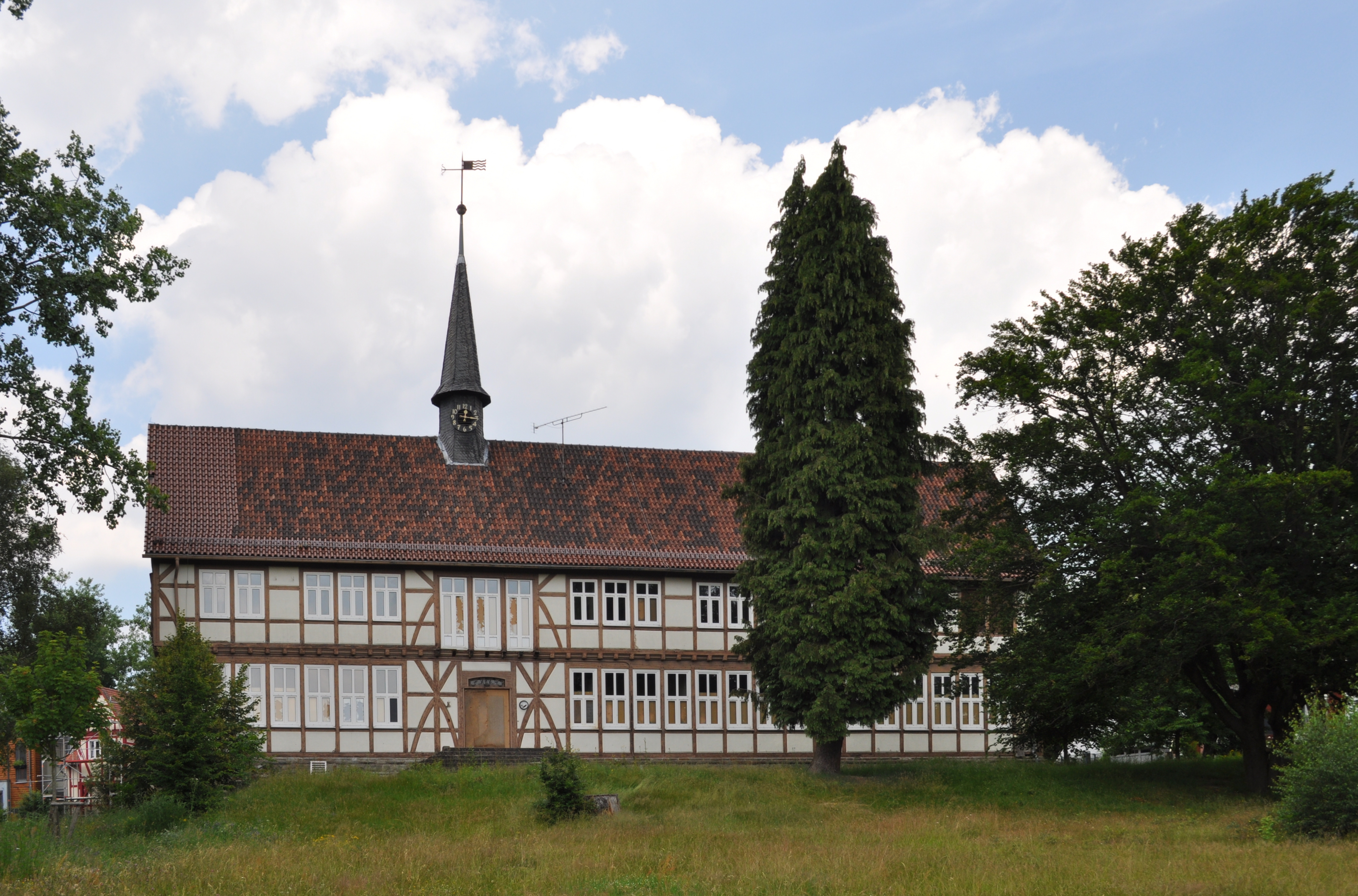
Hauptgebäude (Tagungshaus) des Reichssiedlungshofes Oberstedten

Das Haus am Wald wurde 1937/38 bis auf das Kellergeschoss abgerissen und an dessen Stelle das neue Hauptgebäude (Tagungshaus) des Reichssiedlungshofes Oberstedten (RSH) errichtet. Es enthielt zwei Hörsäle und großzügige Aufenthalts- und Speiseräume. Gleich daneben wurde ein Gebäude für 60 Lehrgangsteilnehmer gebaut. Nach langen Verhandlungen und Querelen mit der Gemeinde Oberstedten, welche die Gemeindeflächen nicht gerne als Bauland hergeben wollte, wuchs das Gelände unter der Leitung von Wilhelm Avieny schließlich auf 18 ha an.
Wenige Monate nach Kriegsbeginn 1939 sollten einige Gebäude einer militärischen Nutzung zugeführt werden, zuerst als Kriegsgefangenen- und Verhörlager für französische Offiziere. Gab es zunächst erneute Querelen, diesmal zwischen der Siedlungsschule und der Luftwaffe, erwirkte die versteckte Drohung seitens der Luftwaffe mit Enteignung einen Kompromiss, wonach die ersten Lager vor der RSH errichtet werden konnten.
Erster Leiter war ebenfalls Avieny. Dies ermöglichte ihm sein militärischer Dienstgrad als Major der Reserve und seine persönliche Nähe zum Gauleiter Hessen-Nassau Jakob Sprenger. Allerdings aufgrund mangelnder Kompetenz und auch Interessenkonflikten, die seine ursprünglich favorisierten Planungen der Siedlungsschule betrafen, wurde er wenige Monate später durch den Oberstleutnant Peterpaul v. Donat abgelöst, so dass Avieny sich wieder ausschließlich dem zivilen Teil des Siedlungshofes widmen konnte.
Entgegen seinen ursprünglichen weitreichenden Expansionsplänen (bis hin zu 30 ha) musste der Reichssiedlungshof im Verlauf des Krieges sukzessiv sein Weiterbestehen einstellen. Unter den Akten der Planungsunterlagen findet sich ein Vermerk des Universitätssekretariats: „Wiedervorzulegen nach dem Kriege“. Bis zur Schließung gibt es heute widersprüchliche Erkenntnisse um ein bestehendes gespanntes Verhältnis von Avieny zur benachbarten Lagerleitung. Nach Ende des Krieges 1945 konnte der Siedlungsförderungsverein seine Arbeit neu aufnehmen.
Die Luftwaffe verfügte bis zu Kriegsbeginn über kein eigenes Kriegsgefangenenlager. Da auf dem Siedlungshof aber bereits einige Verhöre mit kriegsgefangenen Fliegern geführt wurden, reklamierte die Luftwaffe unter v. Donat schließlich das Gelände in Oberstedten für sich. Streitereien um Mietzahlungen und Entschädigungszahlungen der Luftwaffe an die Eigentümer der Reichssiedlungshofes (RSH) bestimmten zu Anfang das Verhältnis zum RSH. Auch starker Frost im Januar 1940 machte den Umbau zum Durchgangslager schwerer als geplant. Eine Luftwaffenbaukompanie unter der Leitung von Hans Reus vom Zentralamt der Luftwaffe übernahm den Bau der neuen Baracken. In der westlichen Baracke waren dabei jeweils 14 Zimmer für je zwei Offiziere und einen ranghohen Offizier vorgesehen, in der mittleren Baracke 15 Räume für je 15 Personen niederer Dienstgrade. An das Lager grenzte eine kleine Dienststelle der Gestapo, an die bisweilen auch besondere Kriegsgefangene zu weiteren Verhören übergeben wurden.

## Krankenversorgung

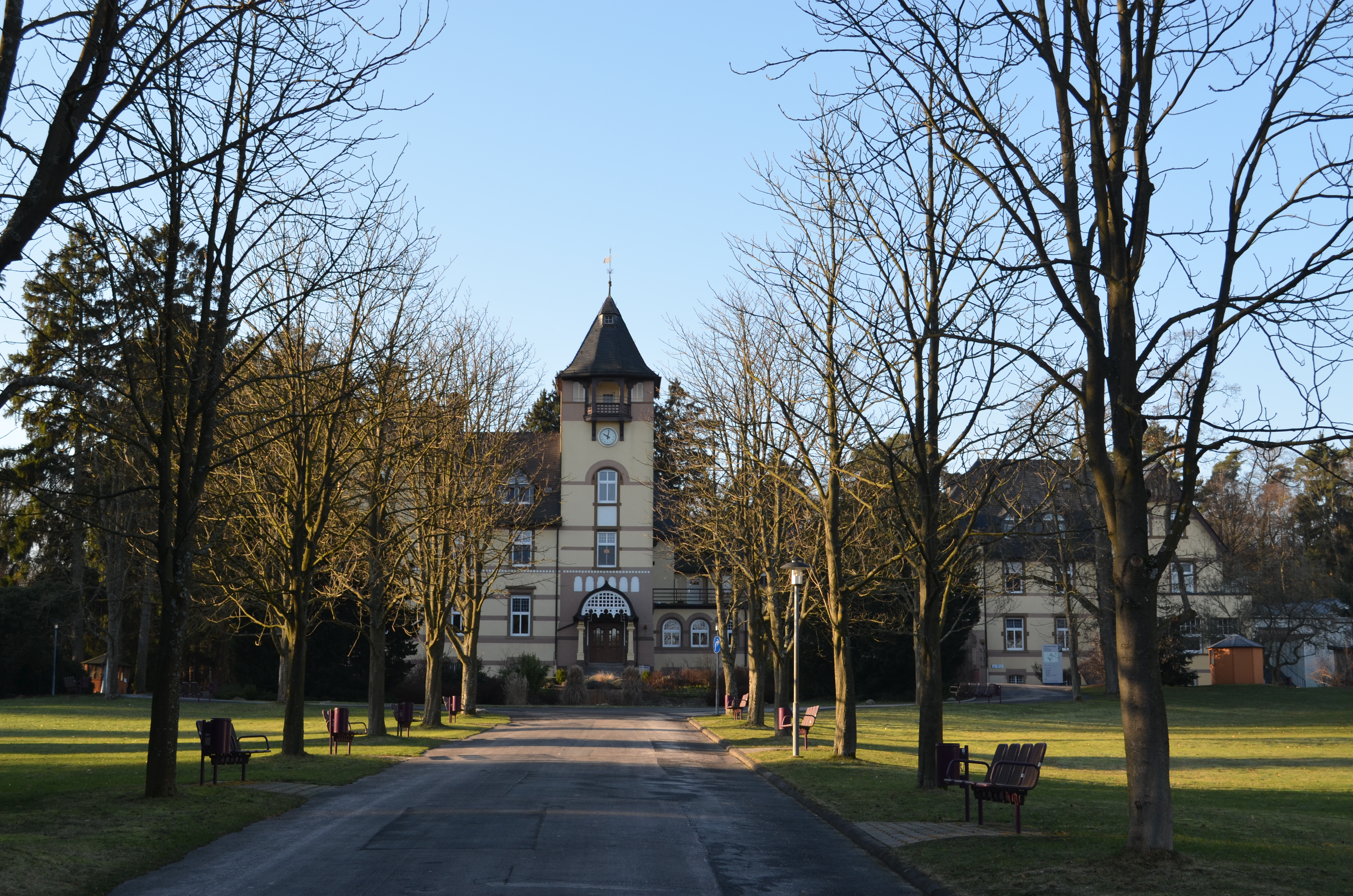
Kuranstalt Hohe Mark

Zur Versorgung der alliierten Gefangenen dienten regelmäßig erhaltene Rotkreuz-Pakete mit Lebensmitteln, kleinen Geschenken von Angehörigen und medizinischen Gegenständen. Über Portugal und Schweden sandte das Britische Rote Kreuz während der gesamten Kriegsdauer 19.663.186 Pakete in deutsche Kriegsgefangenenlager. Dazu kamen Sendungen von Paketen aus dem Commonwealth wie Kanada, Australien usw.
Zur Lagerung der Pakete, die den Gefangenen in Dulag Luft zugeteilt waren, wurde ein besonderes einfaches, aber gut gesichertes Gebäude errichtet.
Ein Flügel der drei Kilometer entfernten und von der Wehrmacht bereits seit Ende August 1939 als Lazarett genutzten Kuranstalt Hohe Mark wurde 1940 von der Luftwaffe vom Deutschen Gemeinschafts-Diakonieverband übernommen und zu einem Reservelazarett mit 50 Betten ausgebaut. Diese Einrichtung konnte speziell die beim Luftkampf auftretenden Brandwunden und beim Fallschirmabsprung auftretenden Knochenbrüche der gefangenen Piloten und Besatzungen behandeln.
Dem letzten Lagerleiter (Killinger) wurde nach seiner Gefangennahme durch die alliierten Siegermächte jedoch vorgeworfen, als Verantwortlicher Kriegsgefangene von umfassender medizinischer Behandlung ausgeschlossen zu haben.

## Leitung
Am 7. Dezember 1939 übernahm Oberstleutnant und SA-Mitglied Peterpaul v. Donat die Leitung des Dulag Oberursel, der zuvor als Dolmetscher- und Nachrichtenoffizier tätig war.

Eine Woche nach Amtsübernahme trafen die ersten Kriegsgefangenen aus dem Offizierslager XI A Spangenberg ein (fünf britische Offiziere der RAF, zwei niedere Mannschaftsgrade, sieben französische Offiziere und zwei Mannschaftsgrade der Armée de l’air), die als erste Gefangene unter dem Befehl der Luftwaffe befragt wurden.
Verwaltung und truppendienstliche Leitung lag beim Luftgaukommando VII in Wiesbaden; in Sicherheitsbelangen der zuständigen Abwehrstelle war die vorgesetzte Dienststelle des Lagers in allen Belangen der Gefangenenverhöre der Luftwaffenführungsstab Ic. Die Abteilung des Kriegsgefangenenwesens des Oberkommandos der Wehrmacht (OKW) kümmerte sich um alle anderen Fragen der Kriegsgefangenen.
Bereits im November 1939 traf der Vernehmungsoffizier Major Theodor Rumpel ein und wurde kurz darauf Nachfolger des Lagerleiters Peterpaul v. Donat. Er war im Generalstab der Luftwaffe bislang in der Abteilung für fremde Luftmächte aktiv und konnte nun seine theoretischen Kenntnisse des Ic-Dienstes in Oberursel ergänzen. Zudem war er zeitweise ein Kampfgenosse Görings im Ersten Weltkrieg und sprach aufgrund seiner kaufmännischen Tätigkeit im Ausland unter anderem niederländisch und malaysisch.
Er setzte sich u. a. dafür ein, Angehörige dritter Nationen (u. a. Tschechen), welche bei der britischen Luftwaffe Dienst taten und aufgrund eines Befehls Görings (der mit einer harten Bestrafung dieser ausländischen Freiwilligen ein abschreckendes Exempel statuieren wollte) völkerrechtswidrig festgehalten wurden, freizulassen.
Auch ließ er eine sehr menschenfreundliche Definition eines Kriegsgefangenenlagers erkennen. Die Behandlung der Offiziere war ungewöhnlich zuvorkommend. Deutsche und britische Offiziere gingen regelmäßig gemeinsam zum Wintersport und tranken abends gemeinsam Cognac, wie überhaupt im Westfeldzug erbeutete Tabakwaren und Alkohol großzügig an die Gefangenen verteilt wurden. Dies stand entgegen den bestehenden Statuten zur Kriegsgefangenenlagerführung. Auch ein Radio zum Empfang des britischen „Feindsenders“ BBC, was der deutschen Zivilbevölkerung bei Androhung schwerster Strafen untersagt war, wurde zugelassen. Diese für ein Kriegsgefangenenlager ungewöhnlichen Verhältnisse wurden durch im englischen Trent Park abgehörte Gespräche zweier Generäle bestätigt: „Mein Bruder hat mit den Gefangenen Spaziergänge gemacht, hat Abendbrot mit ihnen gegessen draussen im Taunus; dann sind sie im Winter zusammen Schi gelaufen, das war absoluter Kavalierstandpunkt.“
In die Zeit Rumpels fiel auch eine erfolgreiche Flucht durch einen selbstgegrabenen Tunnel in der Nacht vom 1. zum 2. Juni 1941 (Pfingsten), wobei allerdings alle Flüchtigen später wieder ergriffen werden konnten. Einer der Flüchtlinge war der Leutnant und spätere Schauspieler Peter Butterworth (u. a. Carry On…, Catweazle). Dies führte auch zu Unmut der politischen Führung in Berlin: Hitler erregte sich ihm gegenüber in einem Wutausbruch: …„mit einem Defätisten als Ratgeber […] keinen Krieg gewinnen“ zu können. Auch Heinrich Himmler betrieb kritische Nachforschungen zu Rumpels angenommener nachlässiger Amtsführung. Tatsächlich erfolgten bis zur Ablösung Rumpels sechs Monate nach diesem Fluchtversuch keine weiteren Ausbrüche. Diese Nähe zu den Kriegsgefangenen, welche aber auch Kalkül gewesen sein konnte, um die Gefangenen aussagewilliger zu machen, schwächten seine Position zunehmend, und er wurde am 14. November 1941 durch Erich Walter Killinger abgelöst.
Aufgrund der steigenden Fluchtzahlen in deutschen Kriegsgefangenenlagern standen die jeweiligen Lagerführungen unter dem Druck des Reichssicherheitshauptamtes, denen eine sichere und effiziente Gefangenenbetreuung nicht mehr zugetraut wurde. Himmler (Reichsführer SS) sah die Wehrmacht nicht in der Lage, Kriegsgefangene sicher unterzubringen oder geflohene Gefangene aus eigener Kraft wieder einzufangen. So besuchten Vertreter der Gestapo regelmäßig die AWSW, auch um die Gesinnungstreue und Effizienz der Vernehmer zu überwachen.

Erich Killinger, ab 1941 Leiter des Dulag Luft

Major Erich Walter Killinger machte sein Abitur am King’s College in London und war dann Marineflieger im Ersten Weltkrieg. So geriet er in russische Gefangenschaft, wo er durch ständige harte Verhöre und auch verhängte (Schein-)Todesurteile, viel über Verhörmethoden lernte. In seiner Amtszeit in Oberursel hielt er sich aus diesem Grunde weitgehend (aber laut Feststellung der späteren alliierten Ankläger nicht ausreichend) an die Genfer Konvention, weil er wusste, dass Gewaltanwendung und -androhung keine sinnvollen Verhörergebnisse erbrachten. Auch setzte er in Teilen Rumpels menschenfreundliche Gefangenenbehandlung, jedoch nur zum Zwecke der Informationsgewinnung durch Zugänglichkeit, fort. Allerdings stieß seine ansonsten latente Überheblichkeit (Kriegsgefangene wurden u. a. als primitiv und naiv bezeichnet), die er auch gerne mit lateinischen Versatzstücken zu spicken pflegte, nicht überall auf Gegenliebe. Er begann dann auch rasch, das Lager aufgrund des größeren Bedarfs zur Zufriedenheit der Luftwaffenleitung deutlich zu erweitern. Aber auch hier kam es zu gelegentlichen kleineren Fluchtversuchen, weswegen Killinger zusätzlich auf eine besonders sichere Bauweise drängte. Nach britischer Kriegsgefangenschaft wurde Killinger zunächst als Kriegsverbrecher zu fünf Jahren Zuchthaus verurteilt, nach drei Jahren jedoch entlassen. Er soll verantwortlich dafür gewesen sein, dass widerspenstige Kriegsgefangene in überheizten Zellen schlafen mussten, und (auch mit gelegentlichen Schlägen) zu Aussagen gezwungen wurden, deren Erzielung jedoch nicht mit der Genfer Konvention in Einklang stehe (so die Anklage).

## Kriegsende und Nachnutzung
Als die amerikanische Armee näher rückte, wurde das Lager Mitte März 1945 aufgegeben, die Gefangenen auf andere Lager verteilt, wo auch weitere Verhöre stattfanden. Die Amerikaner nahmen das Lager am 25. März 1945 ein und nutzten es für ihre Zwecke zunächst als Kriegsgefangenenlager und „Interrogation Center“ (Verhörzentrum) für hochrangige Nationalsozialisten. Später diente es als geheimdienstlicher Militärstützpunkt der US-Streitkräfte (Camp King).
1993 verließ das amerikanische Militär das Gelände, und es fiel in den Besitz der Bundesrepublik Deutschland. Im Mai 1998 wurde das Areal von einer Wohnbaugesellschaft erworben, um dort ein Wohngebiet für etwa 1.200 Menschen zu bauen, welches 2006 fertiggestellt wurde.